# Japans Grand Prix 2018
Japans Grand Prix 2018, officiellt Formula 1 2018 Honda Japanese Grand Prix, var ett Formel 1-lopp som kördes 7 oktober 2018 på Suzuka Circuit i Suzuka i Japan. Loppet var det sjuttonde av sammanlagt tjugoen deltävlingar ingående i Formel 1-säsongen 2018 och kördes över 53 varv.

## Kval
| Pos.                    | Nr | Förare            | Konstruktör               | Kvaltider | Kvaltider | Kvaltider | Start- grid |
| Pos.                    | Nr | Förare            | Konstruktör               | Q1        | Q2        | Q3        | Start- grid |
| ----------------------- | -- | ----------------- | ------------------------- | --------- | --------- | --------- | ----------- |
| 1                       | 44 | Lewis Hamilton    | Mercedes                  | 1.28,702  | 1.28,017  | 1.27,760  | 1           |
| 2                       | 77 | Valtteri Bottas   | Mercedes                  | 1.29,297  | 1.27,987  | 1.28,059  | 2           |
| 3                       | 33 | Max Verstappen    | Red Bull Racing-TAG Heuer | 1.29,480  | 1.28,849  | 1.29,057  | 3           |
| 4                       | 7  | Kimi Räikkönen    | Ferrari                   | 1.29,631  | 1.28,595  | 1.29,521  | 4           |
| 5                       | 8  | Romain Grosjean   | Haas-Ferrari              | 1.29,724  | 1.29,678  | 1.29,761  | 5           |
| 6                       | 28 | Brendon Hartley   | Scuderia Toro Rosso-Honda | 1.30,248  | 1.29,848  | 1.30,023  | 6           |
| 7                       | 10 | Pierre Gasly      | Scuderia Toro Rosso-Honda | 1.30,137  | 1.29,810  | 1.30,093  | 7           |
| 8                       | 31 | Esteban Ocon      | Force India-Mercedes      | 1.29,899  | 1.29,538  | 1.30,126  | 11a         |
| 9                       | 5  | Sebastian Vettel  | Ferrari                   | 1.29,049  | 1.28,279  | 1.32,192  | 8           |
| 10                      | 11 | Sergio Pérez      | Force India-Mercedes      | 1.30,247  | 1.29,567  | 1.37,229  | 9           |
| 11                      | 16 | Charles Leclerc   | Sauber-Ferrari            | 1.29,706  | 1.29,864  |           | 10          |
| 12                      | 20 | Kevin Magnussen   | Haas-Ferrari              | 1.30,219  | 1.30,226  |           | 12          |
| 13                      | 55 | Carlos Sainz Jr.  | Renault                   | 1.30,236  | 1.30,490  |           | 13          |
| 14                      | 18 | Lance Stroll      | Williams-Mercedes         | 1.30,317  | 1.30,714  |           | 14          |
| 15                      | 3  | Daniel Ricciardo  | Red Bull Racing-TAG Heuer | 1.29,806  | Ingen tid |           | 15          |
| 16                      | 27 | Nico Hülkenberg   | Renault                   | 1.30,361  |           |           | 16          |
| 17                      | 35 | Sergey Sirotkin   | Williams-Mercedes         | 1.30,372  |           |           | 17          |
| 18                      | 14 | Fernando Alonso   | McLaren-Renault           | 1.30,573  |           |           | 18          |
| 19                      | 2  | Stoffel Vandoorne | McLaren-Renault           | 1.31,041  |           |           | 19          |
| 20                      | 9  | Marcus Ericsson   | Sauber-Ferrari            | 1.31,213  |           |           | 20          |
| 107 %-gränsen: 1.34,911 |    |                   |                           |           |           |           |             |
| Källor:                 |    |                   |                           |           |           |           |             |

- ^a  – Esteban Ocon bestraffades med 3 platsers nedflyttning på startgriden efter att kört för fort under en rödflaggssituation under den tredje fria träningen. Ocon hade viserligen saktat in när rödflaggen kom ut, men ökade under en kort tid farten efter att han via telemetrin fått larm om att han var för långsam på banan. Tävlingsledningen konstaterade att det hela rörde sig om en kommunikationsmiss, men valde ändå att bestraffa Ocon.[7]

## Lopp
| Pos.    | Nr | Förare            | Konstruktör               | Varv | Tid/Bröt    | Grid | Poäng |
| ------- | -- | ----------------- | ------------------------- | ---- | ----------- | ---- | ----- |
| 1       | 44 | Lewis Hamilton    | Mercedes                  | 53   | 1:27.17,062 | 1    | 25    |
| 2       | 77 | Valtteri Bottas   | Mercedes                  | 53   | +12,919     | 2    | 18    |
| 3       | 33 | Max Verstappen    | Red Bull Racing-TAG Heuer | 53   | +14,295     | 3    | 15    |
| 4       | 3  | Daniel Ricciardo  | Red Bull Racing-TAG Heuer | 53   | +19,495     | 15   | 12    |
| 5       | 7  | Kimi Räikkönen    | Ferrari                   | 53   | +50,998     | 4    | 10    |
| 6       | 5  | Sebastian Vettel  | Ferrari                   | 53   | +69,873     | 8    | 8     |
| 7       | 11 | Sergio Pérez      | Force India-Mercedes      | 53   | +79,379     | 9    | 6     |
| 8       | 8  | Romain Grosjean   | Haas-Ferrari              | 53   | +87,198     | 5    | 4     |
| 9       | 31 | Esteban Ocon      | Force India-Mercedes      | 53   | +88,055     | 11   | 2     |
| 10      | 55 | Carlos Sainz Jr.  | Renault                   | 52   | +1 varv     | 13   | 1     |
| 11      | 10 | Pierre Gasly      | Toro Rosso-Honda          | 52   | +1 varv     | 7    |       |
| 12      | 9  | Marcus Ericsson   | Sauber-Ferrari            | 52   | +1 varv     | 20   |       |
| 13      | 28 | Brendon Hartley   | Toro Rosso-Honda          | 52   | +1 varv     | 6    |       |
| 14      | 14 | Fernando Alonso   | McLaren-Renault           | 52   | +1 varv     | 18   |       |
| 15      | 2  | Stoffel Vandoorne | McLaren-Renault           | 52   | +1 varv     | 19   |       |
| 16      | 35 | Sergey Sirotkin   | Williams-Mercedes         | 52   | +1 varv     | 17   |       |
| 17      | 18 | Lance Stroll      | Williams-Mercedes         | 52   | +1 varv     | 14   |       |
| Bröt    | 16 | Charles Leclerc   | Sauber-Ferrari            | 38   |             | 10   |       |
| Bröt    | 27 | Nico Hülkenberg   | Renault                   | 37   |             | 16   |       |
| Bröt    | 20 | Kevin Magnussen   | Haas-Ferrari              | 8    |             | 12   |       |
| Källor: |    |                   |                           |      |             |      |       |